# Хайретдинов, Ренат Рамилиевич
Ренат Рамилиевич (Рамилович) Хайретдинов (Пустой шаблон {{ВД-Преамбула}} ) — российский хоккеист, нападающий.

## Биография
Воспитанник СДЮШОР «Крылья Советов», первый тренер Игорь Аликуев. Выпускник череповецкой «Северстали». Играл за команды «Северсталь-2» (1997/98 — 1998/99), «Северсталь-3» (1998/99), «Крылья Советов-2» (1999/2000, 2004/05, 2006/07), «Спартак-2» (1999/2000 — 2001/02) и «Спартак» (Москва, 2000/01 — 2001/02), ТХК Тверь, СКА, «СКА-2» и «Кристалл» Саратов (все — 2003/03), «Крылья Советов» (200304 — 2006/07).